# GameTrailers
GameTrailers (prescurtat GT) este un site specializat în conținut legat de jocuri video, câștigător al premiului Webby. El găzduiește emisiuni originale, videoclipuri de prezentare a jocurilor, precum și gameplay înregistrat. Utilizatorii pot încărca și vedea videoclipuri, crea bloguri și participa pe forumuri. 

## Legături externe
- Site web oficial